# Новые Малаешты
Новые Малаешты, Мэлэештий Ной (рум. Mălăieștii Noi) — село в Криулянском районе Молдавии. Наряду с сёлами Бэлэбэнешть и Малаешты входит в состав коммуны Бэлэбэнешть.

## География
Село расположено на высоте 113 метров над уровнем моря.

## Население
По данным переписи населения 2004 года, в селе Новые Малаешты проживает 1011 человек (515 мужчин, 496 женщин).
Этнический состав села:
| Национальность | Число жителей | Процентный состав |
| -------------- | ------------- | ----------------- |
| молдаване      | 1005          | 99,41             |
| украинцы       | 2             | 0,2               |
| румыны         | 2             | 0,2               |
| русские        | 1             | 0,1               |
| прочие         | 1             | 0,1               |
| Всего          | 1011          | 100 %             |